# Hellenika (Xenophon)
De Hellenika (Oudgrieks: Ἑλληνικά), letterlijk "Griekse zaken", zijn een geschiedwerk van Xenophon. Het is een naadloze voortzetting van Thoukydides' afgebroken werk over de Peloponnesische Oorlog en beslaat de periode van 411 tot 362 v.Chr. Xenophon, voor wie dit eigentijdse geschiedenis was, lijkt de zeven boeken met tussenpozen te hebben geschreven van ongeveer 403 tot 356 v.Chr. Hoewel zijn bronnenonderzoek minder rigoureus was dan dat van zijn voorganger, biedt het werk toch belangrijke informatie. Als Athener die zich in Sparta had teruggetrokken, maakte Xenophon geen geheim van zijn sympathie voor de Spartanen en zijn antipathie voor de Thebanen. Op het einde geeft hij portretten van Lysander, Derkylidas en Agesilaos.

## Inhoud
Het werk is opgedeeld in zeven boeken:
1. Peloponnesische Oorlog (411-406 v.Chr.)
2. Einde van de oorlog en periode van de Dertig Tirannen (406-401 v.Chr.)
3. Vijandigheden tussen Perzen en Spartanen (399-387 v.Chr.)
4. Korinthische Oorlog (394-387 v.Chr.)
5. Machtsstrijd tussen Sparta en Athene (399-387 a.C.)
6. Thebaanse overwinning op de Spartanen bij Leuktra (371-362 v.Chr.)
7. Thebaanse nederlaag bij Mantinea en dood van Epaminondas (362 v.Chr.)

## Nederlandse vertaling
- Griekse oorlogen, vert. Gerard Koolschijn, 1990, ISBN 9789025351373